# 書劍恩仇錄 (1987年電視劇)
《書劍恩仇錄》（英語：The Legend of the Book and Sword）是香港電視廣播有限公司根據金庸所著的武俠小說《書劍恩仇錄》改編而拍攝製作的清裝武俠劇集，全劇共28集，監製李添勝，此劇為無綫電視拍攝製作第二部同名劇集。
此劇大膽起用了1987年超級新星選舉出來的新人為主角，陳家洛及香香公主分別由勝出者彭文堅及梁佩玲飾演。
此外，此劇部份演員也曾參演1976年由王天林監製的同名劇集，惟他們出演的角色與上一輯已全然不同。

## 演員表
- 彭文堅 飾 陳家洛/福康安
- 羅慧娟 飾 霍青桐
- 梁佩玲 飾 香香公主
- 任達華 飾
- 湘　漪 飾 太后
- 石　修 飾 文泰來
- 陳敏兒 飾 駱冰
- 黎美嫻 飾 李沅芷
- 戚美珍 飾 玉如意
- 吳啟華 飾 余魚同
- 廖啟智 飾 徐天宏
- 商天娥 飾 周　綺
- 吳孟達 飾 周仲英
- 胡美儀 飾 周仲英夫人
- 劉江 飾 陸菲青
- 關菁 飾 無塵道人
- 秦煌 飾 趙半山
- 張衛健 飾 心硯
- 張雷 飾 章進
- 李成昌 飾 衛春華
- 何禮男 飾 常赫志
- 蘇漢生 飾 常伯志
- 朱鐵和 飾 楊成協
- 麥子雲 飾 石雙英
- 曾偉明 飾 蔣四根
- 岳　華 飾 張召重
- 葉天行 飾 白振
- 駱應鈞 飾 李可秀
- 劉兆銘 飾 陳世倌
- 高妙思 飾 徐潮生
- 白文彪 飾 木卓倫
- 徐威信 飾 霍阿伊
- 許紹雄 飾 阿凡提
- 陳安瑩 飾 阿凡提妻
- 黎耀祥 飾 孟健雄
- 霍家禮 飾 安健剛
- 談泉慶 飾 兆惠
- 張英才 飾 馬真
- 白　鷹 飾 萬亭
- 甘國衛 飾 陳正德
- 白　茵 飾 關明梅
- 關海山 飾 袁士霄
- 陳中堅 飾 馬善鈞
- 楊澤霖 飾 王維揚
- 麥皓為 飾 滕一雷
- 焦雄 飾 顧金標
- 馬慶生 飾 焦文期
- 駿　雄 飾 哈合台
- 李耀敬 飾 閻世章
- 褚肇祺 飾 閻世魁
- 虞天偉 飾 褚　圓
- 馮　國 飾 龍　駿
- 梁鴻華 飾 童兆和
- 梁少狄 飾 瑞天林
- 王維德 飾 萬慶瀾
- 郭錦雄 飾 錢正倫
- 何志培 飾 曾圖南
- 李海生 飾 司馬不群
- 陳有后 飾 天鏡禪師
- 何璧堅 飾 天鳴方丈
- 陳狄克 飾 遲　玄
- 何貴林 飾 海公公
- 譚炳文 飾 唐老爺
- 吳浣儀 飾 陶宮娥
- 朱剛 飾 呼音克
- 鄭伊健 飾 回部部將

## 反響
本劇為無線電視臺第二次翻拍《書劍恩仇錄》的作品，劇中主角全部由超級新星選舉中的得獎者擔綱。由當時年僅18歲的彭文堅飾演的陳家洛，被普遍批評為演技稚嫩、氣質不佳和沒有如鄭少秋般深入民心，而該劇監製李添勝亦在多年後承認：此劇的選角為其監製生涯中最失敗的一次，因此次的失败导致无线即使在90至00年代翻拍了一系列的金庸武侠小说也不敢再次翻拍书剑恩仇录。彭文堅也成爲了無線電視史上罕見的，有飾演金庸戲男主角經歷，卻未能受到力捧的男藝人，也打破了新人演金庸戲男主角必红的传闻，而他本人也在不久後徹底退出娛樂圈，轉行投身商界。但劇中兩位女主角的飾演者羅慧娟和梁藝齡，則成功地憑此劇躋身娛樂圈，並在日後成為備受力捧的女藝人。
此外，劇中另一演員任達華亦於其後因拍攝廣告而與無線電視出現分歧，因此在約滿后也無意續約，終偕同黃日華、韋家輝等人離開無線，跳槽亞視；但任達華於1994年卻亮相翡翠台節目奇趣任縱橫，至於韋家輝及黃日華亦分別於1992年及1993年重返無線，分別負責監製大時代及主演馬場大亨。